# Ernst Christian August von Gersdorff

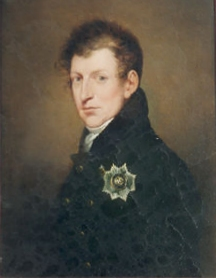
Ernst Christian August von Gersdorff, Porträt von 1829.

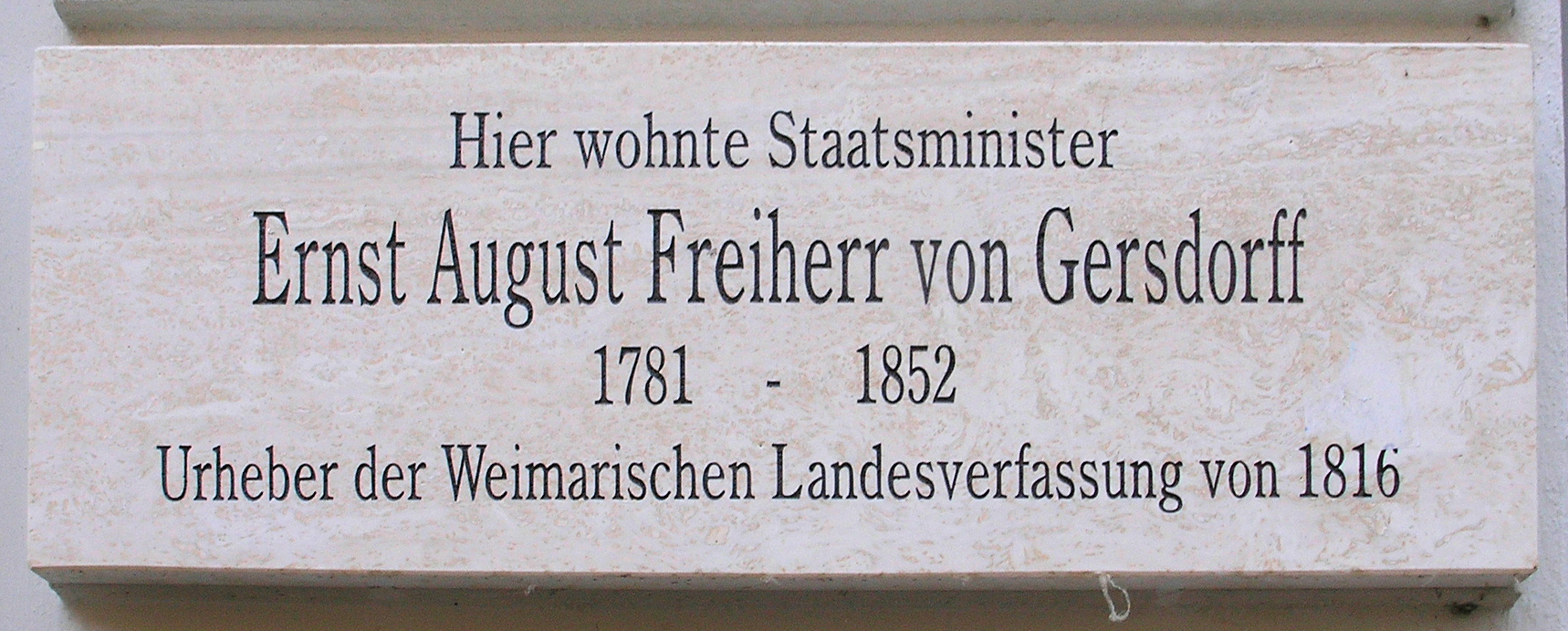
Gedenktafel am Haus Wielandstraße 2, in Weimar

Ernst Christian August Freiherr von Gersdorff (* 23. November 1781 in Herrnhut, Sachsen; † 19. Oktober 1852 in Weimar) war von 1819 bis 1848 Staatsminister Sachsen-Weimar-Eisenachs, Diplomat und Teilnehmer des Wiener Kongresses.

## Herkunft
Ernst Christian August Freiherr von Gersdorff wurde in der frommen und streng protestantischen Gemeinde Herrnhut bei Zittau in Sachsen geboren. Die dort angesiedelten Familien lebten nach ihrem Verständnis des Evangeliums und legten sich freiwillig strenge Regeln im Bezug auf gottesfürchtiges Verhalten auf, etwa durch tägliche Bibellesungen. Alle Einwohner trugen die gleiche schlichte Tracht. Seine Eltern waren Ernst Sigismund von Gersdorff (1737–97) und dessen Ehefrau Beata Christiane Charlotte, geb. von Schweinitz (1738–1785), eine Tochter des Hans Christian von Schweinitz. Sein Vater war Herr auf Ober- und Niederaltseidenberg sowie Neuklix in der Oberlausitz, ferner Senior civis der Herrnhuter Brüder-Unität. Der Jurist und Homöopath Heinrich August von Gersdorff war sein Stiefbruder und der zweiten Ehe seines Vaters mit der Gräfin Charlotte, geb. von Pfeil. Ein weiterer Stiefbruder war Ferdinand von Gersdorff (1789–1854), kgl. preuß. Rittmeister und mehrfacher Gutsbesitzer mit Begüterungen in Schlesien.

## Jugend und beruflicher Aufstieg
Schon mit vier Jahren verlor von Gersdorff die Mutter und besuchte ab 1788 das Pädagogium in Niesky. Dort lernte er Latein und Altgriechisch, was sich auf seinem weiteren Lebensweg als nützlich erweisen sollte.
Ab 1801 studierte er an der Universität in Leipzig, später in Wittenberg, Jura und klassische Philologie. Nach drei Jahren musste er jedoch die Universität wegen eines Duells verlassen und wurde Leutnant des Dresdener Corps der Sächsischen Garde, obwohl ihn dies nicht sonderlich begeisterte.
1807 wurde von Gersdorff durch Herrnhuter Beziehungen Assessor, kurze Zeit später sogar Regierungsrat im Zivildienst des Herzogtums Sachsen-Weimar-Eisenach. Schon 1810 wurde er durch Dekret des Herzogs Karl August aufgrund seiner Gelehrsamkeit und Geschäftstüchtigkeit als Geheimer Assistenzrat in das „Geheime Consilium“ – das Beratungsorgan des Herzogs – nach Weimar berufen.
Mit der Position des Vizepräsidenten des Landschaftskollegiums wurde ihm 1812 ein wichtiges finanzielles Amt anvertraut. Kaum 30 Jahre alt folgte dann das Amt als Präsident des Kammerkollegiums.
In wenigen Jahren konnte sich von Gersdorff in den verschiedenen Zweigen der praktischen Staatsverwaltung bewähren, ehe er ein völlig neues Feld, das der europäischen Diplomatie, betrat. Statt Johann Wolfgang von Goethe, der aufgrund seines hohen Alters nicht am Wiener Kongress teilnehmen wollte, vertraute der Herzog dem 32-jährigen Gersdorff die Führung der Sachsen-Weimar-Eisenacher Delegation an.
In Anerkennung seiner Verdienste wurde ihm am 30. Januar 1816 das Großkreuz des Hausordens vom Weißen Falken des Großherzogtums Sachsen-Weimar-Eisenach verliehen.

## Teilnahme am Wiener Kongress
Nach acht Tagen Reise traf die Abordnung am 15. September 1814 in Wien ein, wo sie über ein Jahr bleiben sollten. Für von Gersdorff sollte es die Zeit werden, in der er mit den bekanntesten Staatsmännern seiner Zeit zusammentraf und die sein politisches Denken prägte. Trotz seines schweren Standes als Vertreter eines kleinen Staates, erhielt er durch sein weltmännisches Auftreten viel Aufmerksamkeit für die Interessen seines Landes. Es gelang ihm, bei den preußischen Gesandten Heinrich Friedrich Karl vom und zum Stein, Karl August von Hardenberg und Wilhelm von Humboldt eine Vertretung der kleinen Fürsten durchzusetzen.
Sein Wirken in Wien war trotz seiner geringen Machtmittel so erfolgreich, dass das Herzogtum Sachsen-Weimar-Eisenach als Folge der Wiener Vereinbarungen einen erheblichen Gebietszuwachs verzeichnen konnte (auch wenn der Staat einige bisherige Territorien verlor) und nachfolgend zum Großherzogtum erhoben wurde.
Als Zeichen der Anerkennung erfolgte für von Gersdorff die Ernennung zum Geheimen Rathe. Ein Rittergut als Ehrengeschenk lehnte er jedoch bescheiden ab, erbat stattdessen ein lebensgroßes Bild seines Fürsten.

## Verfassung und Staatsreform
Im April 1816 beteiligte sich von Gersdorff als Vertreter der Regierung an den Beratungen über eine Landesverfassung für den Weimarer Staat. Dieses neue Grundgesetz wurde noch im Mai desselben Jahres publiziert. Allerdings hatte die Verfassung, die u. a. auch Bestimmungen zur Pressefreiheit vorsah, nicht lange Bestand. Auf Druck Preußens und Österreichs, die in ihr einen Verstoß gegenüber den Karlsbader Beschlüssen sahen, musste sie zurückgenommen werden.
Nachdem der Großherzog von Gersdorff auch zum Leiter des „landschaftlichen Finanzhaushaltes“ gemacht hatte, widmete er sich in den folgenden Jahren der Finanzreform des Weimarer Staates. Dabei wurden nicht nur verschiedene Verwaltungsmängel abgestellt, sondern auch die Verwaltung und Bestimmung des fürstlichen Kammervermögens an gesetzliche Normen gebunden. Ein Ergebnis einer Reform der Steuerverwaltung war 1822 die Einführung einer Einkommensteuer.
Nach dem Tod des Großherzogs, behielt sein Sohn und Nachfolger Carl Friedrich die Ratgeber des Vaters bei. Von Gersdorff gehörte somit auch der neuen Regierung als Minister und Chef des Finanz-Departements an. Am 26. März 1832 führte er als Staatsminister den Trauerzug für Johann Wolfgang von Goethe in Vertretung des abwesenden Großherzogs durch die Straßen Weimars an.
Gegen den Widerstand verschiedener Kreise sprach sich von Gersdorff für einen Anschluss an das preußische Zollsystem aus. Sein Eintreten für die Annäherung an Preußen wurde mit der Verleihung des Großkreuzes des preußischen Roten Adlerordens gewürdigt. Den Beitritt zum Zollverein vollzog das Großherzogtum daher im Jahr 1833. Die Absicht die grundherrlichen Gerechtsame des Großherzogs abzulösen, konnte von Gersdorff nicht mehr umsetzen. Auch in Weimar wurde die alte Regierung im Frühjahr 1848 durch eine „Märzregierung“ abgelöst. Von Gersdorff zog sich daraufhin von allen Staatsgeschäften zurück, verfasste aber noch in den 1850er Jahren einige Denkschriften.

## Familiäres

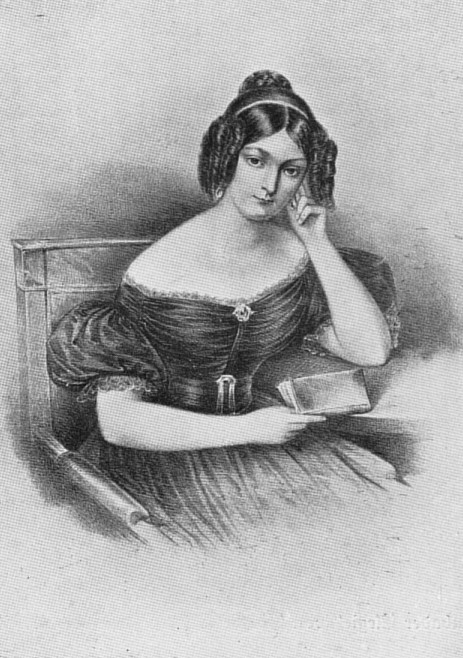
Jenny von Pappenheim,
Tochter Jerôme Bonapartes

Gersdorffs erste Frau Amalie von Damnitz, Tochter des Kanzlers Johann Christian von Damnitz (1747–1818) in Eisenach, starb nach nur vier Jahren Ehe nach der Geburt ihres zweiten Kindes im Jahre 1811.
Am 20. Januar 1816 ging Ernst von Gersdorff eine zweite Ehe ein. Er verheiratete sich mit der Gräfin Diana Rabe von Pappenheim, einer jungen Witwe, die mit ihrer dreijährigen Tochter Jenny seit einem Jahr bei ihrer älteren Schwester Isabelle, der Frau des Generals August Karl von und zu Egloffstein, in Weimar lebte. Diana stammte aus der Familie Waldner von Freundstein, einem alten deutsch-elsässischen Adelsgeschlecht, dessen Grundbesitz und Einkünfte infolge der Französischen Revolution stark vermindert worden waren. Im jugendlichen Alter wurde sie 1804 Hofdame der Großfürstin Maria Pawlowna, die kurz zuvor den Erbherzog Carl Friedrich geheiratet hatte. Diana heiratete den 20 Jahre älteren Kammerherrn Wilhelm Maximilian Rabe von Pappenheim, mit dem sie zwei Söhne hatte. Ihr Ehemann wurde vom König von Westphalen, Jérôme Bonaparte, zum Oberzeremonienmeister ernannt und in den Grafenstand erhoben, allerdings erst nachdem seine schöne Frau dem westphälischen König eine Tochter geboren hatte. Eine weitere Tochter der beiden wurde 1813 geboren. Nach dem Tode Wilhelm Rabe von Pappenheims im Januar 1815 zog Diana zurück nach Weimar und heiratete Gersdorff nach dessen Rückkehr aus Wien. Die Ehe währte 28 Jahre und basierte auf gegenseitiger Achtung, Zuneigung und Vertrauen.
An einem stetig zunehmenden Gallenleiden erkrankt, nahm Diana von Gersdorff seit 1830 an den Brunnenkuren von Karlsbad oder Bad Kissingen teil, lehnte jedoch eine Operation ab, da sie eine solche für zu gefährlich hielt. Sie starb am 18. Dezember 1844 an ihrer Krankheit. Rund acht Jahre später starb Ernst Christian August Freiherr von Gersdorff am 19. Oktober 1852 an Gelbsucht.
Die Tochter Cécile (* 1821) heiratete den Grafen Friedrich von Beust (1813–1889), dieser war sächs.-weimarischer Wirklicher Geheimerrat, Oberhofmarschall, sowie Generalleutnant und General-Adjutant. Eine weitere Tochter war Diana von Gersdorff. Beide hatten auch einen älteren Sohn, der Karl August von Gersdorff (1811–1878) hieß und innerhalb der Familie zuerst den Freiherrentitel führte und Fideikommissherr auf Östrichen bei Seidenberg im Kreis Lauban in Niederschlesien wurde, des Weiteren kgl. preuß. Kammerherr,  Hauptmann a. D. und Rechtsritter im Johanniterorden war. Er heiratete 1837 seine Cousine Augusta Theodora Waldner Freiin von Freundstein (1819–1883), Tochter des Grafen Theodor Waldner von Freundstein (1786–1864). Die eigentliche formelle Genehmigung zur Führung der Titulatur Freiherr erhielt erst der Enkel Karl von Gersdorff (1844–1904) in Berlin 1884.

## Schriften
- Philoctetes: Tragödie des Sophocles. (Übers.: Ernst Christian August von Gersdorff). Weimar 1827.
- Preußens erbliche Pairschaft hervorgerufen durch die Königliche Botschaft vom 7. Januar 1850. Weimar 1850.
- Stammtafeln des Großherzoglichen Hauses Sachsen-Weimar-Eisenach. Weimar 1842.
- Ansicht des Verhältnisses der Erklärung Sr. Majestät des Königs von Hannover Ernst August I. an das Staats-Grundgesetz vom 26. September 1833 „weder in formeller noch materieller Hinsicht gebunden zu seyn“ zu dem öffentlichen Rechte des deutschen Bundes und der Bundesstaaten. Weimar 1837.